# Os Fabelmans
Os Fabelmans (no original em inglês The Fabelmans) é um longa-metragem estadunidense dramático semi-autobiográfico dirigido por Steven Spielberg a partir de um roteiro que ele coescreveu com Tony Kushner. É estrelado por Michelle Williams, Paul Dano, Seth Rogen e Gabriel LaBelle, o último dos quais interpreta o papel principal de Sammy Fabelman, um jovem aspirante a cineasta baseado no próprio Spielberg. O resto do elenco inclui Jeannie Berlin, Julia Butters, Robin Bartlett, Keely Karsten e Judd Hirsch.
O filme estreou no Festival Internacional de Cinema de Toronto em setembro de 2022, e teve um lançamento limitado pela Universal Pictures nos Estados Unidos em 11 de novembro de 2022, e um lançamento nacional em 23 de novembro.
O filme recebeu sete indicações ao 95º Oscar, incluindo Melhor Filme, Melhor Roteiro Original, Melhor Diretor  para Spielberg, Melhor Atriz para Williams, Melhor Ator Coadjuvante para Hirsch e cinco indicações ao 80º Globo de Ouro em 2023, vencendo o de Melhor Filme. Drama e Melhor Diretor para Spielberg. Ele também recebeu 11 indicações no 28º Critics 'Choice Awards, incluindo Melhor Filme, ganhando Melhor Artista Jovem  por LaBelle, e duas indicações no 29º Screen Actors Guild Awards, incluindo Melhor Elenco de um Filme e  Melhor Ator Coadjuvante (para Dano).

## Sinopse
Crescendo no Arizona da era pós-Segunda Guerra Mundial, dos sete aos dezoito anos, um jovem chamado Sammy Fabelman descobre um segredo de família e explora como o poder dos filmes pode ajudá-lo a ver a verdade.

## Elenco
- Gabriel LaBelle como Sammy Fabelman
  - Mateo Zoryna Francis-Deford como Sammy de 7 anos
- Michelle Williams como a mãe de Sammy e Anne
- Paul Dano como Burt Fabelman, pai de Sammy e Anne
- Seth Rogen como tio de Sammy e Anne
- Jeannie Berlin
- Julia Butters como Anne Fabelman, irmã de Sammy
- Robin Barlett
- Keeley Karsten
- Judd Hirsch
- Oakes Fegley
- Gabriel Bateman
- Nicolas Cantu
- Sam Rechner como Chade
- Chloe East
- Isabelle Kusman
- Jonathan Hadary
- Cooper Dodson
- Gustavo Escobar como Sal
- Lane Factor
- Stephen Matthew Smith
- Birdie Borria
- Alina Brace
- David Lynch
- Sophia Kopera como Lisa
- Kalama Epstein como Barry
- Jan Hoag como Nona
- Greg Grunberg como Bernie Fein
- Brinly Marum como Janet Benedict

## Produção

### Desenvolvimento
Em 1999, Steven Spielberg disse que há algum tempo pensava em dirigir um filme sobre sua infância. Intitulado I'll Be Home, o projeto foi originalmente escrito por sua irmã Anne Spielberg. Ele explicou: "Meu grande medo é que minha mãe e meu pai não gostem e pensem que é um insulto e não compartilhem meu ponto de vista amoroso e crítico sobre como foi crescer com eles". Em 2002, Spielberg disse que estava nervoso em fazer I'll Be Home: "É tão perto da minha vida e tão perto da minha família - eu prefiro fazer filmes que são mais análogos. Mas uma história literal sobre minha família vou precisar ter muita coragem. Ainda acho que faço filmes pessoais, mesmo que pareçam grandes filmes comerciais de pipoca.".

### Pré-produção
Em março de 2021, Spielberg foi anunciado para dirigir um filme sobre amadurecimento vagamente baseado em sua infância no Arizona. Michelle Williams estava em negociações para estrelar como um papel inspirado na mãe de Spielberg, Leah Adler, mas com "uma voz original". Spielberg também coescreveu o roteiro ao lado do colaborador recorrente Tony Kushner; ele foi o primeiro filme escrito por Spielberg desde A. I. - Inteligência Artificial (2001). Em 22 de março de 2021, foi relatado que Seth Rogen havia se juntado elenco para interpretar "o tio favorito do jovem Spielberg", enquanto a escalação de Williams foi confirmada. Também foi relatado que Kristie Macosko Krieger produziria o filme com Kushner e Spielberg. Em 8 de abril de 2021, Paul Dano se juntou ao elenco como Burt Fabelman, o papel inspirado no pai de Spielberg, Arnold. Dano admitiu que se sentiu intimidado por interpretar o papel porque "as apostas pareciam muito altas... Você está encarnando uma das figuras mais importantes, influentes e complicadas da vida [de Spielberg]. Disso estava em seu trabalho o tempo todo. Ele está compartilhando um pedaço de si mesmo que eu acho muito comovente. Há um verdadeiro presente nisso, quando alguém dessa estatura e nesse nível de arte está disposto a fazer isso.". Em maio, Gabriel LaBelle entrou nas negociações finais para interpretar o papel principal, Sammy Fabelman, um jovem aspirante a cineasta baseado no próprio Spielberg. Ele seria confirmado no mês seguinte, além da escalação de Julia Butters como Anne Fabelman, o papel inspirado na irmã de Spielberg. Mais tarde naquele mês, Sam Rechner foi escalado também. Em julho, Chloe East, Oakes Fegley, Isabelle Kusman, Jeannie Berlin, Judd Hirsch, Robin Bartlett e Jonathan Hadary foram adicionados ao elenco. Em agosto, Gabriel Bateman, Gustavo Escobar, Nicolas Cantu, Lane Factor, Cooper Dodson e Stephen Matthew Smith foram escalados. Eles foram mais tarde seguidos pelos recém-chegados Keeley Karsten, Birdie Borria, Alina Brace, Sophia Kopera e Mateo Zoryna Francis-Deford. Em fevereiro de 2022, foi anunciado que David Lynch também estrelaria com um papel não revelado.
Em março de 2022, o diretor de fotografia Janusz Kaminski disse que o filme narraria a vida de Spielberg dos sete aos dezoito anos e lidaria com "sua família, com seus pais, enigmas com suas irmãs, mas principalmente com sua paixão por fazer filmes", acrescentando que ele tocará nos temas de "amor jovem, divórcio dos pais e relacionamentos formativos precoces... É um filme pessoal muito bonito. É muito revelador sobre a vida de Steven e quem ele é como cineasta".

### Filmagens
As filmagens do filme começaram em meio à pandemia de COVID-19 em Los Angeles em julho de 2021.

## Música
A trilha sonora do filme foi composta por John Williams, marcando sua 29ª colaboração cinematográfica com Spielberg. Em 23 de junho de 2022, Williams revelou que este e o quinto filme de Indiana Jones poderiam ser os dois últimos filmes que ele iria compor antes de sua aposentadoria.

## Lançamento
The Fabelmans foi lançado em cinemas selecionados em Los Angeles e Nova Iorque em 11 de novembro de 2022, com lançamento nacional em 23 de novembro nos Estados Unidos, pela Universal Pictures. Este foi o primeiro filme de Spielberg distribuído pela Universal desde Munique (2005). A Entertainment One cuidou da distribuição do filme no Reino Unido, enquanto a Nordisk Film distribuiu em territórios internacionais selecionados.
O filme teve sua estreia mundial no Festival Internacional de Cinema de Toronto em setembro de 2022.
No Brasil, o filme foi lançado em 12 de janeiro de 2023.

## Avaliação
A avaliação de Os Fabelmans no IMDB é de 7,5 de 10. O Rotten Tomatoes indica uma média de 93% de reviews positivos. No Metacritic, a nota do filme é 85 de 100. O Screen Daily afirmou que o filme é “uma poderosa obra de memórias guiada por atuações notáveis de Michelle Williams e Paul Dano, que são convidados a caminhar em uma delicada corda bamba tonal, entregando um retrato de um casamento imperfeito que é de partir o coração em sua ternura”.